# Chevrolet SSR
SSR (Super Sport Roadster) é uma picape conversível com estilo retrô da Chevrolet, baseada no estilo da picape Chevrolet Advance Design, foi um fracasso de vendas totalizando 24.150 fabricadas, entre 2003 a 2006.

## Historia
Carro conceito que ganhou as ruas mas que não tinha aplicação própria, não era carro esportivo porque não empolgava, também não era um carro utilitário devido a sua caçamba rasa, Hot rod com cambio automático não valia a investida, seu estilo era diferente e retrô o que não agradou a muitos.
Orginalmente vinha com motor V8 5.3L  de 300 cv vindo da Chevrolet Silverado, com cambio automático de 4 velocidades, não agradou a solução veio em 2005, um V8 6.2L de 400 cv com opção de cambio automático de 6 velocidades tremec, o publico gostou dessa nova motorização,.
Sem cativar o publico a Chevrolet encerrou a produção da picape em 2006, na verdade era difícil convencer o consumidor a pagar US $ 40.000 em uma picape para 2 pessoas e ruim de carga, e designer exótico.